# Nieuwe Meersluis
De Nieuwe Meersluis, ook wel Schinkelsluis genoemd, is een schutsluis in de Nederlandse gemeente Amsterdam.

## Ligging
De sluis bevindt zich op de plaats waar de Schinkel uitkomt op de Nieuwe Meer. Tussen de Schinkelsluis en de Nieuwe Meer bevindt zich de Schinkelbrug. Aan de westkant van de sluis loopt het Jaagpad en aan de oostkant het IJsbaanpad.
Het niveauverschil tussen de Nieuwe Meer (met daarachter de Ringvaart van de Haarlemmermeerpolder) en het stadswater in Amsterdam is niet groot. Het niveauverschil is in de zomer 15 cm en in de winter gemiddeld 20 cm. Het water staat lager aan de kant van de Nieuwe Meer (-60 cm NAP in de winter). De sluis voorkomt dus dat het water uit de grachten van Amsterdam stroomt (-40 cm NAP).
De sluisdeuren zijn schuifdeuren op rails, de sluisdeuren zijn tevens de dragers van brugdekken.
De sluis valt onder Waternet van de gemeente Amsterdam en het hoogheemraadschap Amstel, Gooi en Vecht en maakt deel uit van de Staande Mastroute tussen Zeeland en Groningen.

## Geschiedenis
De huidige Nieuwe Meersluis werd op 1 juli 1942 in gebruik genomen ter vervanging van de Overtoomse Sluis. Die sluis vormde sinds 1808 de scheiding tussen het stadswater van Amsterdam en het boezemwater van Rijnland. Door het toenemende scheepvaartverkeer was deze sluis een knelpunt geworden. Na de bouw van de wijken aan weerszijden van de Schinkel in de jaren twintig was vergroting en verplaatsing van de sluis noodzakelijk. Uiteindelijk werd gekozen voor een sluis op de huidige locatie, waarna de Schinkel ten noorden van deze sluis tot het stadswater ging behoren. Het complex werd opgeleverd inclusief een sluiswachterhuis (aan de zijkant van de kolk), twee bedieningshuisjes (bij elke sluisdeur een) en een transformatorhuisje. Eind 20e eeuw was er een nieuwe bedieningscentrale nodig; deze werd half over de oude sluiswachterpost heen gebouwd.  

## Bruggen
Op de twee sluisdeuren zijn wegdekken gemonteerd. De deuren zijn breed genoeg voor motorvoertuigen, maar alleen fietsers, bromfietsers en voetgangers mogen er gebruik van maken. Deze bruggen vormen de verbinding tussen het Jaagpad en het IJsbaanpad. 

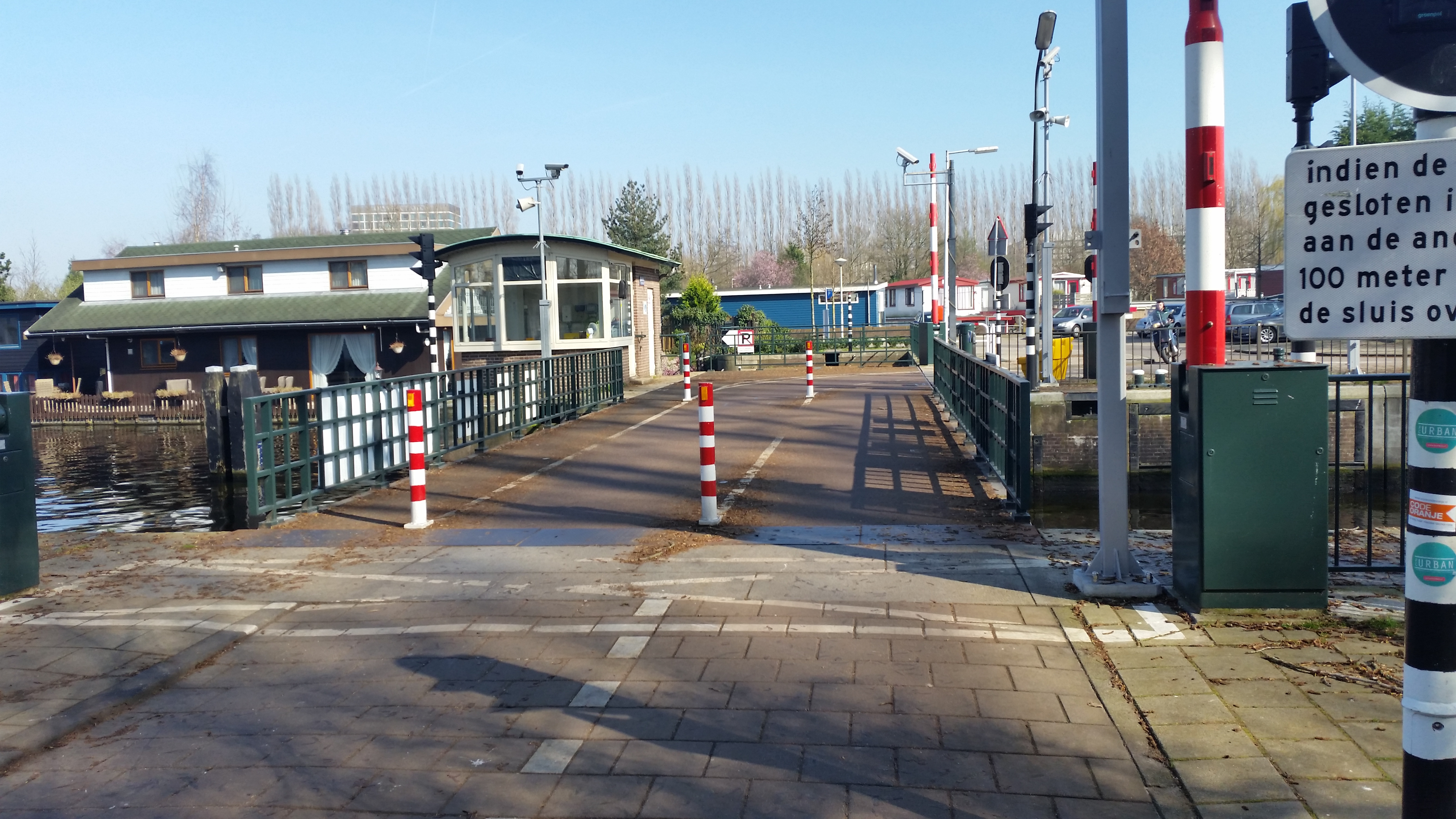
De noordelijke brug/sluisdeur (maart 2019)

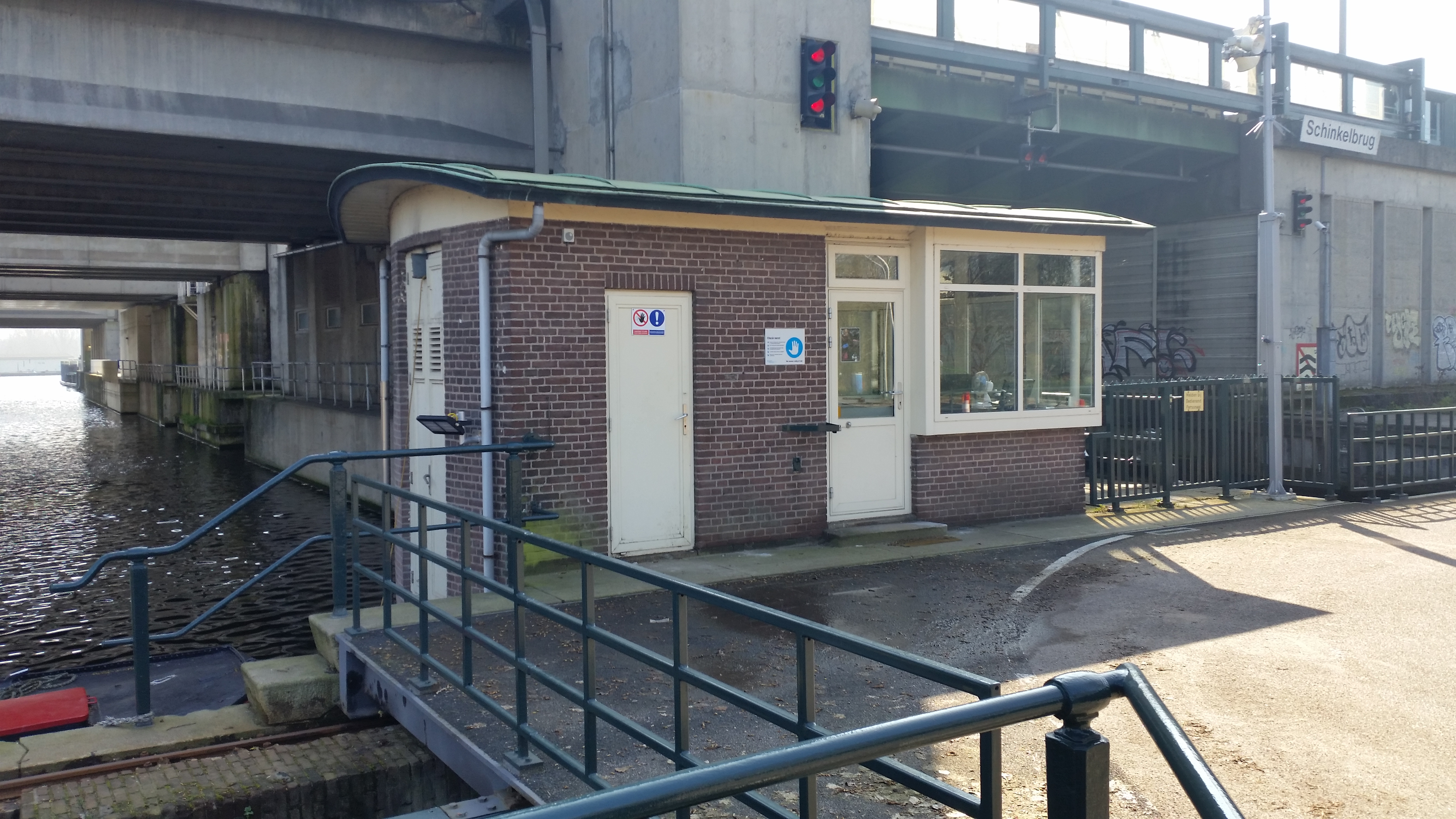
Zuidelijk bedieningshuis met op de achtergrond de Schinkelbrug (maart 2019)